# الدوري اللبناني لكرة السلة
الدوري اللبناني لكرة السلة أو «دوري FLB» هو دوري من الدرجة الأولى لكرة السلة في لبنان وهو واحد من أكبر بطولات الدوري في آسيا، يتم تنظيم الدوري سنويًا كبطولة وكأس وطني من قبل الاتحاد اللبناني لكرة السلة (FLB).
يتكون دوري الدرجة الأولى حاليًا من 12 فريق ويسمى دوري ألفا اللبناني لكرة السلة.

## التاريخ
تشكلت كرة السلة اللبنانية الأولى في أوائل الخمسينيات. ومع ذلك، فقد توقفت خلال الحرب الأهلية اللبنانية. في عام 1992، تم إصلاح الدوري في شكله المهني بالكامل.
في عام 1997، انتهى النادي الرياضي (الرياضي) كبطل لبناني، مما سمح له بالمشاركة في كأس أبطال آسيا FIBA لعام 1998. وحاز على المركز الثالث، وعند عودته إلى بيروت كان المشجعون اللبنانيون في الشوارع للاحتفال بهذا الإنجاز، وفي نفس العام خسر النادي البطولة اللبنانية أمام منافسه نادي الحكمة.
في عام 1998 استضافت بيروت بطولة الأندية العربية، حيث فاز نادي الحكمة بأول كأس لكرة السلة في لبنان، وفي اليوم التالي تم إغلاق جميع المدارس كعيد وطني.
في عام 1999، استضافت بيروت بطولة الأندية العربية مرة أخرى. وكرر الحكمة الفوز بالبطولة.
حقق نادي الرياضي أكبر نجاح له في بطولة الأندية العربية خلال الألفية الجديدة، حيث فاز باللقب في 2005 و 2006 و 2007 و 2009 و 2010. وفي عام 2009 هزم منافسه الحكمة في المباراة النهائية وهي المرة الأولى التي التقى فيها فريقان لبنانيان في النهائي. أقيمت بطولة 2009 في بيروت.

## نظرة عامة
الدوري معروف بسبب نجاح الفرق اللبنانية في المسابقات الآسيوية مثل كأس أبطال آسيا FIBA، وبطولة الأندية العربية، ودوري غرب آسيا لكرة السلة حيث يلعب العديد من لاعبي الوكلاء والمحررين من أوروبا والرابطة الوطنية لكرة السلة في الدوري اللبناني.
الدوري هو دوري الدرجة الأولى في كرة السلة اللبنانية، والفريق الذي ينتهي في كل موسم يتم ترحيله إلى القسم الثاني، في حين أن الفرق الأربعة الأولى في القسم الثاني تتنافس في نظام اللعب، يتم ترقية الفريق الذي فاز في الموسم التالي.

## سجل الأبطال
| الموسم    | بطل         | المركز الثاني               |
| --------- | ----------- | --------------------------- |
| 1992-1993 | الرياضي     | نادي الكهرباء               |
| 1993-1994 | الحكمة      | نادي الكهرباء               |
| 1994-1995 | الرياضي     | نادي الكهرباء               |
| 1996-1997 | الرياضي     | التضامن ذوق                 |
| 1997-1998 | الحكمة      | التضامن ذوق                 |
| 1998-1999 | الحكمة      | التضامن ذوق                 |
| 1999-2000 | الحكمة      | انترانيك بيروت              |
| 2000-2001 | الحكمة      | الشانفيل                    |
| 2001-2002 | الحكمة      | الشانفيل                    |
| 2002-2003 | الحكمة      | الرياضي                     |
| 2003-2004 | الحكمة      | الرياضي                     |
| 2004-2005 | الرياضي     | الحكمة                      |
| 2005-2006 | الرياضي     | الحكمة                      |
| 2006-2007 | الرياضي     | النجوم الزرقاء (Blue Stars) |
| 2007-2008 | الرياضي     | المتحد                      |
| 2008-2009 | الرياضي     | المتحد                      |
| 2009-2010 | الرياضي     | الشانفيل                    |
| 2010-2011 | الرياضي     | الشانفيل                    |
| 2011-2012 | الشانفيل    | انيبال                      |
| 2013-2014 | الرياضي     | الحكمة                      |
| 2014-2015 | الرياضي     | نادي بيبلوس                 |
| 2015-2016 | الرياضي     | الحكمة                      |
| 2016-2017 | الرياضي     | هومنتمين                    |
| 2017-2018 | هومنتمين    | الرياضي                     |
| 2018-2019 | الرياضي     | فيرست بيروت                 |
| 2019-2020 | الرياضي     | الشانفيل                    |
| 2021-2022 | فيرست بيروت | الرياضي                     |
| 2022-2023 | الرياضي     | دينامو                      |
| 2023-2024 | الرياضي     | الحكمة                      |
| 2024-25   | الرياضي     | الحكمة                      |

## المنافسات
التنافس الكبير
- الرياضي مقابل الحكمة. أكبر منافسة في الدوري وهي مباراة كلاسيكية منذ 1994 بين الفريقين الأكثر نجاحًا في لبنان واثنين من أندية النادي الأكثر نجاحًا في العالم العربي وآسيا وهي تُعرف أيضًا باسم دربي بيروت.

التنافسات الأخرى
- الرياضي ضد الشانفيل
- هومنتمين بيروت ضد الرياضي
- الشانفيل ضد الحكمة

## قادة الإحصائيات

### موسم واحد، فردي (قد لا يكون دقيقًا بالكامل)
| سجل      | الأسطوانات. | لاعب          | الفريق                | الموسم  |
| -------- | ----------- | ------------- | --------------------- | ------- |
| نقاط     | 1356        | شربل بو فرحات | نادي الحكمة           | 2014-17 |
| متابعات  | 521         | شربل دياب     | سبورتنج الرياضي بيروت | 2010-11 |
| يساعد    | 211         |               | نادي الحكمة           | 2013-14 |
| 3 مؤشرات | 114         | تشارلز تشاماس | نادي الحكمة           | 2015-16 |
| كتل      | 65          | حسين الشيب    | نادي الحكمة           | 2013-14 |
| يسرق     |             |               |                       | [ 1 ]   |

## دوري النساء
فرق 2017-18:
- انترانيك SC
- سبورتنج الرياضي بيروت
- مومنتمين أنطلياس
- نادي الأطواق
- الشبيبة
- نادي الطاقة الرياضي

## لاعبون بارزون
- باسل بوجي
- Rodrigue Akl
- Rami Assaad
- علي حيدر (كرة سلة)
- إيلي ستيفان
- إيلي رستم
- إيلي مشنتف
- محمد إبراهيم (لاعب كرة سلة)
- نادي الرياضي بيروت
- فادي الخطيب
- جو فوغل
- روني فهد
- علي محمود (لاعب كرة سلة)
- براين بشارة
- جان عبد النور
- صباح خوري
- عمر الترك
- غالب رضا
- علي كنعان  [لغات أخرى]‏
- Billy Pharis
- دانيال فارس
- مات فريج
- Mohamad Acha
- / Ekene Ibekwe
- Ace Custis
- DeWayne Jackson
- Thomas Brandon
- Patrick Rembert
- ديون ديكسون
- كوري وليامز (لاعب كرة سلة مواليد 1977)
- ساماكي ووكر
- بريان كوك
- توني ماديسون  [لغات أخرى]‏
- آلفين سيمز
- Abdual Hoggard
- سي جاي غايلز
- داريل واتكينز
- لي نيلون
- هيربرت هيل (كرة سلة)
- Jumaine Jones
- لورين وودز
- لي بينسون  [لغات أخرى]‏
- بريست لودرديل
- ديواريك سبنسر
- رونالد موراي
- ديزموند بنيجار
- راشيم رايت
- ماركوس هايسليب
- هارولد جاميسون
- أندريه إيميت
- نيت جونسون
- مارك ساليرس
- إيرل بارون
- Scotty Thurman
- ريك هيوز
- ديشون سيمز
- آرون هاربر (كرة سلة)
- ليروي هيرد
- تري كيلي
- سام هوسكين
- كوينسي دوبي
- Marcus Melvin
- Ronnie Fields
- ويلي بيرتون
- Marlon Parmer
- بوكير وودفوكس
- ريشون تيري
- ديرمار جونسون
- رشاد أندرسون
- جيرالد هونيكات
- حسن وايتسايد
- تيريل ستوجلين
- ديكي سيمبكينز
- سيدريك هندرسون (لاعب كرة سلة مواليد 1975)
- جيرمياه ماسي
- روبن باترسون
- رشاد مكانتس
- Sherell Ford
- Michael Cumberland
- جمال روبنسون
- Assane N'Diaye
- ألكسندر رادوجيفيتش
- ألفا بانجورا
- Sergey Shchepotkin
- Ismail Ahmed
- علي تراوري
- Ndudi Ebi
- نيكولوز تسكيتيشفيلي
- Jeleel Akindele
- داليبور باجاريتش
- Asghar Kardoust
- راتكو فاردا
- فلادان فوكوسافليفيتش
- سني سكاكيني
- ميشيل معدنلي
- ماركوس بانكس
- والتر هودج
- مكرم بن رمضان

## مدربون بارزون
- غسان سركيس
- فؤاد أبو شقرا
- Joe Moujaes
- مروان خليل
- باتريك سابا
- إلياس زوروس
- نيناد فوشينيتش
- Jean-Denys Choulet
- Ahmad Farran
- Veselin Matic
- بول كوتر
- تاب بالدوين
- لينو لاردو
- Miodrag Perisić

## لاعبات بارزات
- لمى مقدم
- ميرامارا مقداد
- شدا نصر
- نايلة علم الدين الجارودي
- عايدة باخوس
- نسرين دندن
- ريبيكا عقل
- ناتالي سفاجيان
- إيما إسكدجيان
- ساندرا نجم

## مدربو فرق السيدات
- إيلي نصر
- تيغران نوتشكاتجيان
- فيكين إسكدجيان
- نيمانيا بجوف
- باتريك سابا

## روابط خارجية
- موقع الاتحاد اللبناني لكرة السلة
- كرة السلة اللبنانية
- دوري كرة السلة اللبناني Twitter
- دوري كرة السلة اللبناني Twitter